# Mario Di Nardo
Mario Di Nardo (* 1929 in Rom) ist ein italienischer Drehbuchautor.

## Leben
Di Nardo legte sein erstes Drehbuch 1953 vor; mit Beginn des folgenden Jahrzehntes war er regelmäßig als Filmautor gelistet, wobei er für jeweils populäre Genres Beiträge schrieb. Bei einigen Gelegenheiten arbeitete er auch mit Mauro Bolognini und Tonino Valerii zusammen.
1967 hatte sein einziger Film als Regisseur, die Abenteuerkomödie Non sta bene rubare il tesoro, kaum Erfolg. Bei drei Gelegenheiten fungierte er als Produzent.

## Filmografie (Auswahl)

### Regie
- 1967: Non sta bene rubare il tesoro

### Drehbuch
- 1964: Für drei Dollar Blei (Tre dollari di piombo)
- 1968: Der Bastard (I bastardi)
- 1969: Blonde Köder für den Mörder
- 1969: Seine Kugeln pfeifen das Todeslied (Il pistolero dell'Ave Maria)
- 1970: Django – Die Nacht der langen Messer (Ciakmull)
- 1970: Drei Halunken und ein Halleluja (Roy Colt & Winchester Jack)
- 1972: Coartada en disco rojo
- 1973: Der Clan der Killer (Un tipo con una faccia strana ti cerca per ucciderti)
- 1974: Amore libero – Free Love